# Terville
Terville – miejscowość i gmina we Francji, w regionie Grand Est, w departamencie Mozela.
Według danych na rok 1990 gminę zamieszkiwało 6281 osób, a gęstość zaludnienia wynosiła 1640 osób/km² (wśród 2335 gmin Lotaryngii Terville plasuje się na 70. miejscu pod względem liczby ludności, natomiast pod względem powierzchni na miejscu 1110.).